# 阿让塔
阿让塔（法語：Argentat，法語發音：[aʁʒɑ̃ta]）是法国科雷兹省的一个旧市镇，属于蒂勒区。2017年，阿让塔与市镇圣巴齐勒德拉罗什合并为新市镇多尔多涅河畔阿让塔，阿让塔为新市镇行政中心。

## 地理
阿让塔（45°5'36"N, 1°56'16"E）面积22.41 平方千米，位于法国新阿基坦大区科雷兹省，该省份为法国中南部省份，北起上维埃纳省和克勒兹省，西接多爾多涅省，南至洛特省，东临多姆山省和康塔爾省。
与阿让塔接壤的市镇（或旧市镇、城区）包括：拉沙佩勒圣热罗、欧特法日、多尔多涅河畔蒙索、讷维尔、圣巴齐勒德拉罗什、圣博内埃尔韦尔、圣沙芒、圣马夏尔昂特赖格。

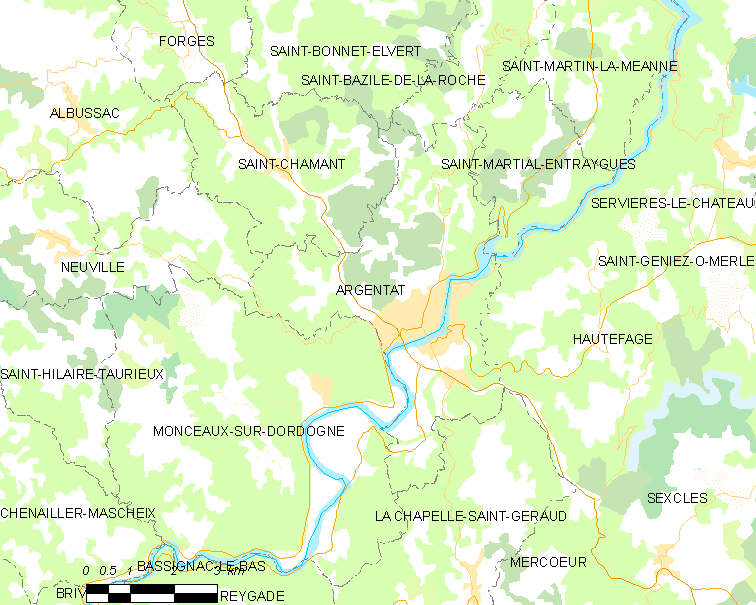
阿让塔的OSM定位图

阿让塔的时区为UTC+01:00、UTC+02:00（夏令时）。

## 行政
阿让塔的邮政编码为19400，INSEE市镇编码为19010。

## 政治
阿让塔所属的省级选区为多尔多涅河畔阿让塔县。

## 人口

1962-2008年间阿让塔人口变化图示

阿让塔于2018年1月1日时的人口数量为2817人。